# Meurtre de Mary Gallagher

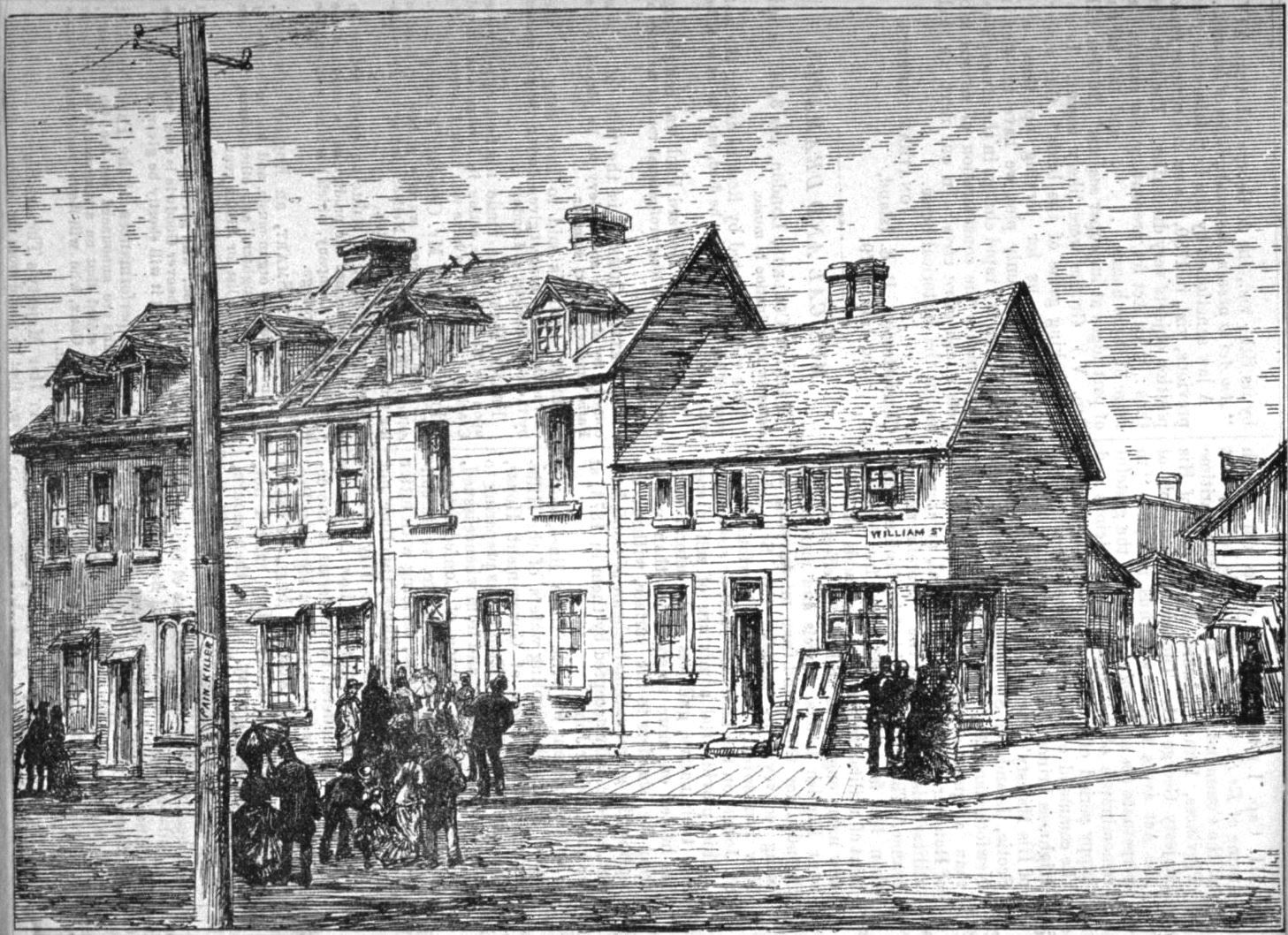
Maison de la rue William à Montréal où eut lieu le crime

Le meurtre de Mary Gallagher est un fait réel, survenu en 1879 à Montréal, accompagné d'une histoire de fantôme qui hante encore les esprits.

## Les faits

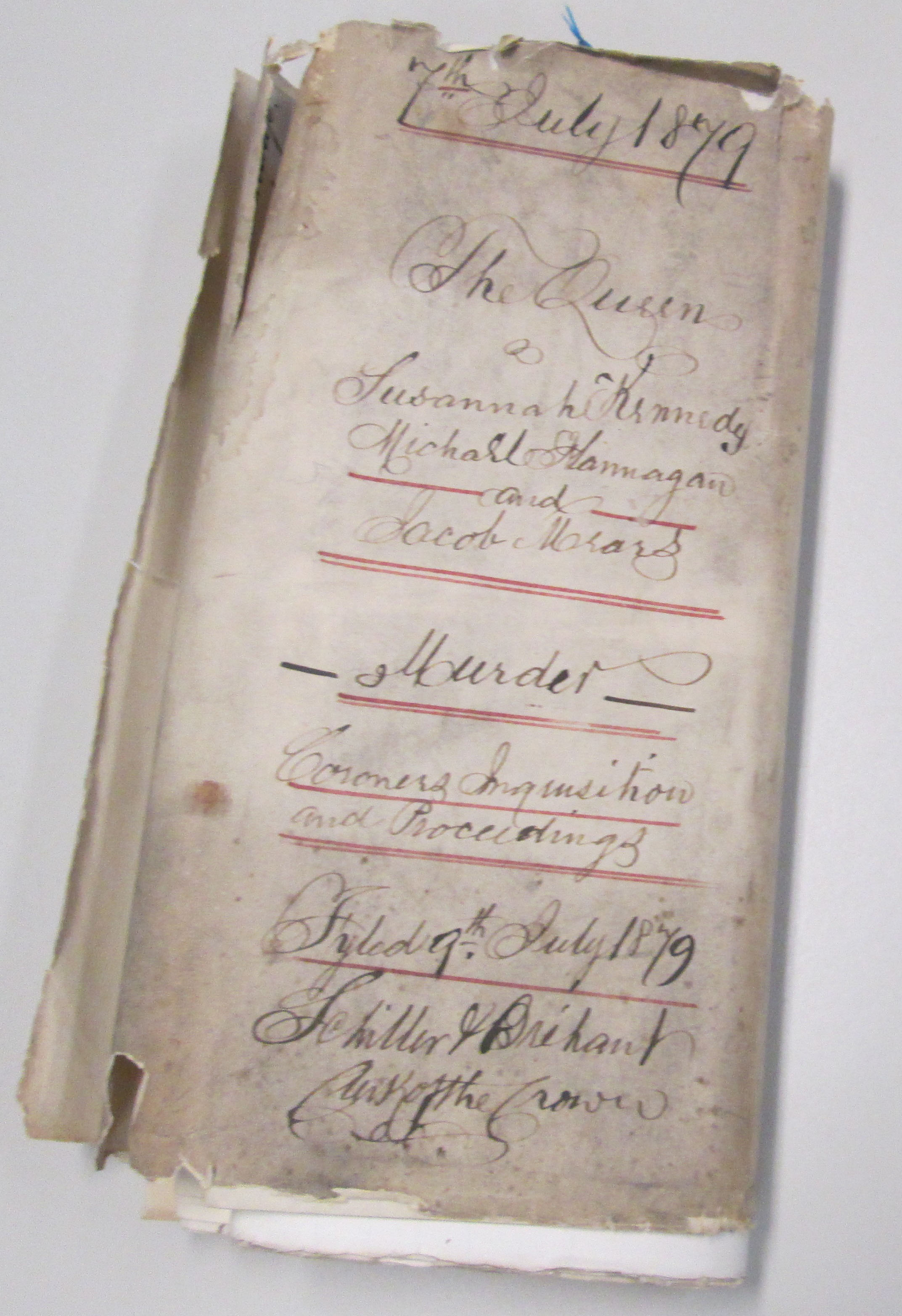
Page couverture du dossier judiciaire

Le meurtre de Mary Gallagher s'est produit le 26 juin 1879 dans le quartier de Griffintown, à Montréal, où une prostituée, Mary Gallagher, fut brutalement assassinée par son amie, Susan Kennedy. Susan aurait décapité Mary à l'aide d'une hache pour ensuite déposer sa tête dans un panier sur la scène de crime. Le coroner Joseph Jones nous apprend qu'un mélange d’alcool et de jalousie est à l'origine du crime. Michael Flanagan, le client de Mary Gallagher, fut au tout début le principal suspect mais il fut acquitté par la suite.
Le 16 octobre 1879, Susan Kennedy est déclarée coupable du meurtre de Mary Gallagher et condamnée à être pendue le 5 décembre 1879. La sentence fut commuée en emprisonnement à perpétuité. Le 26 septembre 1890, elle décède au pénitencier de Kingston des séquelles de la tuberculose à l’âge de 30 ans.

## La légende
Cette affaire est devenue de plus en plus populaire en raison de sa légende. D'après certains témoins, ces derniers affirmèrent avoir vu le fantôme de la victime. La légende veut que le fantôme revienne tous les sept ans, dans le quartier montréalais de Griffintown, afin que Mary retrouve sa tête. Michael Flannagan, le suspect initial, meurt noyé à la suite d’un accident subvenu le 5 décembre 1879, le jour prévu de l’exécution de Susannah Kennedy.